# Karla (Kose)
Karla – wieś w Estonii, w prowincji Harju, w gminie Kose.